# Андреевский, Эраст Степанович
Эраст Степанович Андреевский (15 (27) апреля 1809 — 21 марта (2 апреля) 1872) — доктор медицины, генерал-штаб-доктор Кавказской армии, действительный статский советник; основоположник российской курортологии.

## Биография
Родился в г. Волочиске Староконстантиновского уезда Волынской губернии в семье чиновника VII класса Степана Степановича Андреевского и Генриетты Карловны Андреевской, урождённой фон Грефе (приходилась теткой знаменитому берлинскому окулисту Альбрехту фон Грефе). Обучался в Берлинской гимназии, потом в Берлинском университете, где в 1828 году получил степень кандидата медицины, а в 1830 году — доктора медицины. В 1831 году он стал доктором медицины и хирургии Берлинского университета. Был принят в члены Неаполитанской медико-хирургической академии.

## Карьера
В 1833 году Андреевский был признан доктором медицины в Императорском Харьковском университете и 14 января 1833 года вступил в службу, получив назначение дивизионным врачом. В течение двадцати лет Эраст Степанович состоит на службе при М. С. Воронцове, первоначально в Одессе, а потом на Кавказе, в звании гражданского генерал-штаб-доктора Кавказа (1847—1852), при этом являясь личным врачом семьи Воронцовых.
В том же 1833 году он предложил основать лечебное заведение на Куяльницком лимане (позднее даже сам лиман в его честь стали именовать «Андриевским»), что и было осуществлено в следующем, 1834 году. Фактически, он устроил при Куяльницком лимане купальни на средства города, в которых можно было принимать «теплые, грязные и песочные ванны». Это был один из первых курортов России; впоследствии Куяльницкий курорт получил большую известность.
В августе 1845 года Эраст Степанович, в то время исправляющий должность старшего медика при главном отряде действующих войск на Кавказе был пожалован в статские советники, а 12 октября 1847 года получил чин действительного статского советника (что соответствовало армейскому званию генерал-майора).
После ухода Воронцова с должности наместника Андреевский оставил должность генерал-штаб-доктора и переехал в Одессу. Он был назначен членом медицинского совета министерства внутренних дел, но эта должность была скорее формальной и в своих воспоминаниях он с горечью писал о том, что его услуги оказались неоцененными. В Одессе он был избран гласным (депутатом) городской думы, стал одним из активных сторонников реформирования думы в 1860-х годах, гласным Херсонского губернского земского собрания от Одессы, в конце 1860-х годов возглавлял комитет, учреждённый по высочайшему повелению в Одессе для сооружения мостовых, был действительным членом Императорского общества сельского хозяйства Южной России и Кавказского отделения Императорского русского географического общества.
О своём огромном, по слухам, состоянии доктор писал в воспоминаниях: «[Сын] мог быть наследником миллионов, но будет иметь только скудный кусок хлеба. Миллионами этими пожертвовал я для службы, а служба, которую в продолжении 25 лет хвалили, оказалась … с начала до конца совершенно негодною». Тем не менее на момент кончины Э. С. Андреевский, кроме недвижимости в Тифлисе и имений в Тифлисской, Таврической и Херсонской губерниях, владел домами в Одессе: на Екатерининской площади, 3 (оцененным в 45 тыс. руб.) и на Пересыпи.
Скончался Э. С. Андреевский в Одессе. Был похоронен на 1-м Христианском кладбище Одессы.

## Фаворит князя Воронцова
Мемуаристы отмечают большое влияние Андреевского на М. С. Воронцова, причём использованное им иногда в корыстных целях. «На Кавказе и поныне, когда говорят — Воронцов, говорят и Андреевский», — констатировал в своих записках граф В. А. Соллогуб. Именно как временщик Андреевский мелькает на страницах толстовского «Хаджи-Мурата». Граф С. Ю. Витте писал в воспоминаниях:
Припоминаю также доктора Андреевского. Он был на Кавказе также во времена моего детства. Андреевский оставил о себе память на Кавказе, не как «доктор», а как «доктор светлейшего князя Воронцова»; вследствие преклонных лет светлейшего князя, Андреевский имел на него значительное влияние и проявлял это влияние не без корыстных целей. Когда же князь Воронцов покинул Кавказ, Андреевский приехал в Одессу и уже с очень округленным состоянием.
 По словам А. А. Харитонова, Воронцов, сильно заботившейся о своём здоровье, веровал в Андреевского, как доктора, безгранично, и, подчиняясь всем его медицинским требованиям, не мог отказать ему в таких ходатайствах, которые его совсем не касались. Такое вмешательство его в чужие дела порождало разные столкновения, кончавшиеся обыкновенно не в пользу тех, кто вступал с ним в борьбу. Воронцов имел, впрочем, полное основание доверять Андреевскому, потому что он был в действительности искусный врач, изучивший организм своего постоянного пациента, и спас его в 1846 году от серьёзной глазной операции, которую ему собирался делать Пирогов.
По словам кн. А. М. Дондукова-Корсакова «Андреевский нравственно и материально торговал своим влиянием. Он служил орудием для многих несправедливых и даже вопиющих дел. Он компрометировал Воронцова так часто и во многом, не скрывая своего вредного влияния, что положительно много пристрастных и даже неблаговидных распоряжений наместника были плодом подпольных действий Андреевского». (Дондуков-Корсаков, Воспоминания // Старина и новизна, V, 136—139, 141—143,).

## Сочинения
Перу Андреевского принадлежат многочисленные статьи на медицинскую тематику, опубликованные в России и за рубежом, в основном, в Германии. Кроме этого, им были написаны воспоминания, описывающие период его службы и проживания в Одессе и на Кавказе. Эти воспоминания (Андреевский Э. С. Записки. Из архива К. Э. Андреевского) были изданы тремя томами в Одессе его сыном Константином Эрастовичем лишь спустя более 40 лет после смерти автора, в 1913—1914 гг. Вероятно, главной причиной этого являлось то, что автором были даны многочисленные отрицательные характеристики окружающим его лицам, в том числе высшему обществу и администрации. Воспоминания доктора считаются ценным историческим источником.

## Семья

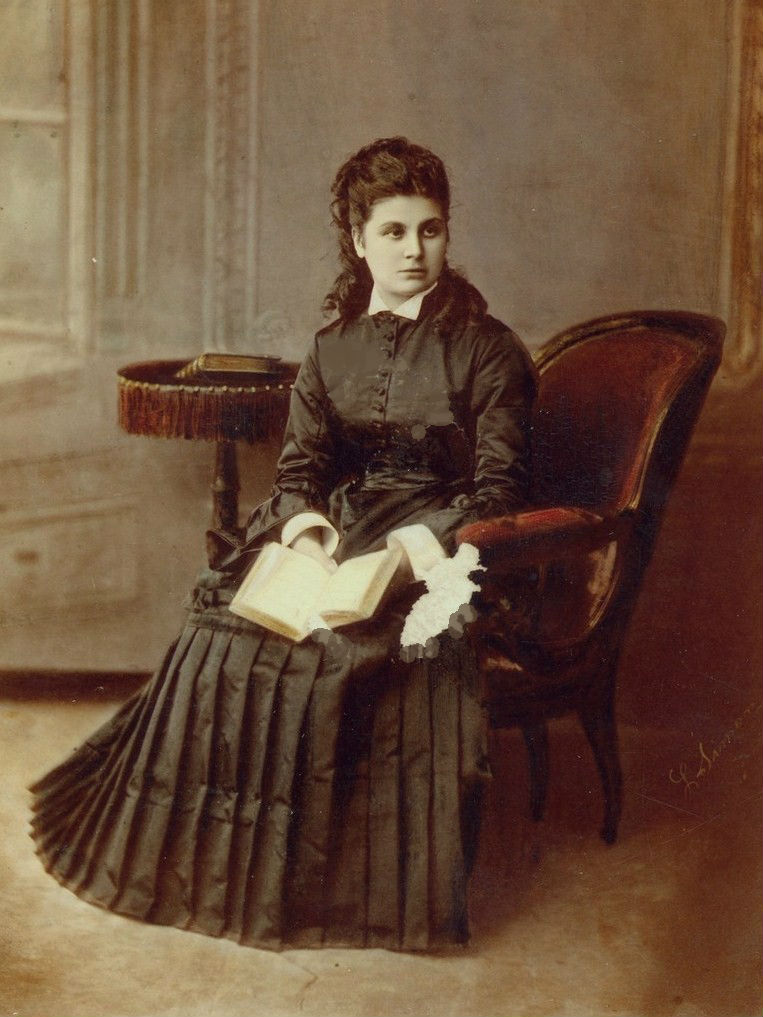
Елена Шервашидзе, дочь

Жена —  грузинская княжна Варвара Георгиевна Туманова (1819—1876), состояла членом правления Одесского женского благотворительного общества. По отзыву современницы, была «весьма приятной грузинкой невысокого роста с очень чёрными глазами, мягким голосом и привлекательными манерами. Её певучий голос и привычка медленно произносить слова пленяли и очаровывали». В браке было трое детей:
- Нина Эрастовна (ум. 1876), её убийство имело большой резонанс в обществе и вошло в историю как «тифлисское дело». В июне 1876 года Нино вместе с матерью приехала из Одессы в Тифлис. Как-то вечером она отправилась купаться на реку и не вернулась. Её тело было обнаружено рыбаками на другой день. В убийстве Андреевской был обвинен нигилист Давид Чхотуа. Его защитой занимался знаменитый адвокат В. Спасович, но это не помогло. Чхотуа не смог предоставить никакого алиби, и, так как все были уверены, что произошло именно убийство, он был приговорен к ссылке на 20 лет в Сибирь. Через много лет реальный убийца на смертном одре признался в преступлении, и Чхотуа был освобожден[2].
- Елена Эрастовна (1846—1918), супруга светлейшего князя Георгия Шервашидзе.
- Константин Эрастович (03.05.1855—1935), крещен 4 июня в Исаакиевском соборе, крестник князя Д. И. Багратион-Мухранского и княгини М. Ф. Тумановой[3].

## Награды
- Орден Святой Анны 3-й степени (1837)
- Орден Святого Владимира 3-й степени (1849)
- Орден Святого Станислава 1-й степени (1851)
- персидский Орден Льва и Солнца 2-й степени  (1845)
- персидский Орден Льва и Солнца 1-й степени с алмазами (1851)